# Сауль Малатразі
Сауль Малатразі (італ. Saul Malatrasi, нар. 17 лютого 1938, Кальто) — італійський футболіст, що грав на позиції захисника, зокрема за «Фіорентину», «Інтернаціонале» і «Мілан», у складі яких здобув низку національних і міжнародних трофеїв. Виступав за національну збірну Італії. 
По завершенні ігрової кар'єри — тренер.
Триразовий чемпіон Італії. Володар Кубка Італії. Триразовий володар Міжконтинентального кубка. Дворазовий володар Кубка чемпіонів УЄФА. Дворазовий володар Кубка Кубків УЄФА. 

## Клубна кар'єра
Народився 17 лютого 1938 року в місті Кальто. Вихованець юнацьких команд футбольних клубів «Кальто», СПАЛ та «Кастельмасса».
У дорослому футболі дебютував 1958 року виступами за головну команду клубу СПАЛ, у складі якої відразу став гравцем основного складу на рівні Серії A.
1959 року перебрався до «Фіорентини», де спочатку був гравцем ротації, а від сезону 1961/62 отримав постійне місце в основному складі. 1961 року виборював у складі «фіалок» Кубок Італії та Кубок володарів кубків УЄФА.
Згодом, провівши сезон 1963/64 у столичній «Ромі», перейшов до «Інтернаціонале», у складі якого провів два сезони 1964/65 і 1965/66, в яких «Інтер» вигравав національну першість, хоча сам гравець за цей час лише 22 рази виходив на поле в іграх чемпіонату. Також допоміг міланській команді виграти Кубок чемпіонів 1964/65 і два Міжконтинентальні кубки.
1966 року перейшов до «Лекко», а за рік став гравцем «Мілана». У цій команді починав як основний гравець, у сезоні 1967/68 утретє у своїй кар'єрі став чемпіоном Італії, а також виборов Кубок володарів кубків 1967/68. Наступного року здобув свій другий Кубок європейських чемпіонів.
Завершував ігрову кар'єру у рідній команді СПАЛ, до якої повернувся 1970 року і де провів два сезони у Серії C.

## Виступи за збірні
1960 року залучався до складу молодіжної збірної Італії. З 1963 по 1965 рік провів три гри за другу збірну Італії.
1965 року дебютував в офіційних матчах у складі національної збірної Італії. Згодом довгий час до національної команди не викликався, ще дві гри у її складі провів лише у 1969.

## Кар'єра тренера
Завершивши ігрову кар'єру, залишився у структурі рідного клубу СПАЛ, де з 1973 року був асистентом головного тренера. Згодом протягом 1976–1978 років тренував молодіжну команду клубу.
Пізніше працював у структурах клубів «Пескара» і «Рома», а також протягом 1980-х тренував низку італійський нижчолігових команд.

## Статистика виступів

### Статистика клубних виступів
| Сезон                      | Команда                    | Чемпіонат                  | Чемпіонат | Чемпіонат | Національний кубок | Національний кубок | Національний кубок | Континентальні кубки | Континентальні кубки | Континентальні кубки | Інші змагання | Інші змагання | Інші змагання | Усього | Усього |
| Сезон                      | Команда                    | Ліга                       | Ігор      | Голів     | Ліга               | Ігор               | Голів              | Ліга                 | Ігор                 | Голів                | Ліга          | Ігор          | Голів         | Ігор   | Голів  |
| -------------------------- | -------------------------- | -------------------------- | --------- | --------- | ------------------ | ------------------ | ------------------ | -------------------- | -------------------- | -------------------- | ------------- | ------------- | ------------- | ------ | ------ |
| 1958–59                    | СПАЛ                       | A                          | 25        | 0         | КІ                 | 2                  | 1                  | -                    | -                    | -                    | -             | -             | -             | 27     | 1      |
| 1959–60                    | «Фіорентина»               | A                          | 16        | 0         | КІ                 | 1                  | 0                  | -                    | -                    | -                    | КМ            | 2             | 0             | 19     | 0      |
| 1960–61                    | «Фіорентина»               | A                          | 10        | 0         | КІ                 | 0                  | 0                  | КВК                  | 1                    | 0                    | КД            | 2             | 0             | 13     | 0      |
| 1961–62                    | «Фіорентина»               | A                          | 28        | 1         | КІ                 | 1                  | 0                  | КВК                  | 4                    | 0                    | КМ            | 4             | 0             | 37     | 1      |
| 1962–63                    | «Фіорентина»               | A                          | 24        | 0         | КІ                 | 1                  | 0                  | -                    | -                    | -                    | -             | -             | -             | 25     | 0      |
| Усього за «Фіорентину»     | Усього за «Фіорентину»     | Усього за «Фіорентину»     | 78        | 1         |                    | 4                  | 0                  |                      | 5                    | 0                    |               | 8             | 0             | 95     | 1      |
| 1963–64                    | «Рома»                     | A                          | 28        | 2         | КІ                 | 1+1                | 0                  | КЯ                   | 5                    | 0                    | КА            | 3             | 0             | 37     | 2      |
| 1964–65                    | «Інтернаціонале»           | A                          | 15        | 0         | КІ                 | 2                  | 0                  | КЧ                   | 5                    | 0                    | МКК           | 2             | 0             | 24     | 0      |
| 1965–66                    | «Інтернаціонале»           | A                          | 7         | 0         | КІ                 | 1                  | 0                  | КЧ                   | 3                    | 0                    | МКК           | 0             | 0             | 11     | 0      |
| Усього за «Інтернаціонале» | Усього за «Інтернаціонале» | Усього за «Інтернаціонале» | 22        | 0         |                    | 3                  | 0                  |                      | 8                    | 0                    |               | 2             | 0             | 35     | 0      |
| 1966–67                    | «Лекко»                    | A                          | 27        | 0         | КІ                 | 3                  | 0                  | -                    | -                    | -                    | -             | -             | -             | 30     | 0      |
| 1967–68                    | «Мілан»                    | A                          | 28        | 0         | КІ                 | 4                  | 0                  | КВК                  | 8                    | 0                    | -             | -             | -             | 39     | 0      |
| 1968–69                    | «Мілан»                    | A                          | 27        | 0         | КІ                 | 3                  | 0                  | КЧ                   | 6                    | 0                    | -             | -             | -             | 36     | 0      |
| 1969–70                    | «Мілан»                    | A                          | 12        | 0         | КІ                 | 2                  | 0                  | КЧ                   | 1                    | 0                    | МКК           | 2             | 0             | 17     | 0      |
| Усього за «Мілан»          | Усього за «Мілан»          | Усього за «Мілан»          | 67        | 0         |                    | 9                  | 0                  |                      | 15                   | 0                    |               | 2             | 0             | 93     | 0      |
| 1970–71                    | СПАЛ                       | C                          | 29        | 0         | -                  | -                  | -                  | -                    | -                    | -                    | -             | -             | -             | 29     | 0      |
| 1971–72                    | СПАЛ                       | C                          | 26        | 0         | -                  | -                  | -                  | -                    | -                    | -                    | -             | -             | -             | 26     | 0      |
| Усього за СПАЛ             | Усього за СПАЛ             | Усього за СПАЛ             | 80        | 0         |                    | 2                  | 1                  |                      | -                    | -                    |               | -             | -             | 82     | 1      |
| Усього за кар'єру          | Усього за кар'єру          | Усього за кар'єру          | 302       | 3         |                    | 22                 | 1                  |                      | 33                   | 0                    |               | 15            | 0             | 372    | 4      |

### Статистика виступів за збірну
| Дата      | Місто   | Господарі | Результат | Гості  | Турнір           | Голи | Примітки |
| --------- | ------- | --------- | --------- | ------ | ---------------- | ---- | -------- |
| 13-3-1965 | Гамбург | ФРН       | 1 – 1     | Італія | товариський матч | -    |          |
| 1-1-1969  | Мехіко  | Мексика   | 2 – 3     | Італія | товариський матч | -    | 67'      |
| 5-1-1969  | Мехіко  | Мексика   | 1 – 1     | Італія | товариський матч | -    |          |
| Усього    |         | Матчів    | 3         |        | Голів            | 0    |          |

## Титули і досягнення
- Чемпіон Італії (3):

«Інтернаціонале»: 1964-1965, 1965-1966
«Мілан»: 1967-1968
- Володар Кубка Італії (1):

«Фіорентина»: 1960-1961
- Володар Міжконтинентального кубка (3):

«Інтернаціонале»: 1964, 1965
«Мілан»: 1969
- Володар Кубка чемпіонів УЄФА (2):

«Інтернаціонале»: 1964-1965
«Мілан»: 1968-1969
- Володар Кубка Кубків УЄФА (2):

«Фіорентина»: 1960-1961
«Мілан»: 1967-1968